# Liu Gang
Liu Gang (chinesisch 刘刚, Pinyin Liú Gāng; * 30. Januar 1961 in Liaoyuan, Volksrepublik China) ist ein chinesischer Wissenschaftler und Gründer des autonomen Studentenverbandes. Er war ein bekannter Studentenführer während den Demonstrationen auf dem Tiananmen-Platz 1989. Liu machte den Abschluss als Magister der Physik an der Universität Peking und Informatik an der Universidad Nacional de Colombia. Nachdem er 1993 ins Exil in die USA gegangen war, studierte er Technologie und Physik bei Bell Laboratories in New Jersey. Dort wurde er bei Morgan Stanley als Wall Street IT-Analyst angestellt.

## Studentenaktivist
Während des Studiums an der Chinesischen Universität für Wissenschaft und Technik in Hefei lernte Liu Fang Lizhi, einen demokratischen Aktivisten, kennen. An der Universität Peking organisierte Liu „Demokratie-Salons“. Später nahm dort auch Wang Dan eine Position ein.
Liu war 28 Jahre alt, als 1989 die Demonstrationen begannen. Er organisierte den Autonomen Studentenverband von Peking und trat der Organisationsabteilung der Bewegung bei. Daher wurde er an sechster Stelle von 21 Aktivisten, deren Verhaftung von der Regierung beauftragt worden war, gelistet. Daraufhin tauchte er unter, wurde jedoch am 15. Juni 1989 verhaftet und wegen versuchter Unterminierung der Kommunistischen Partei Chinas angeklagt. Er wurde wegen „konterrevolutionärer Verbrechen“ zu sechs Jahren Haft im Qincheng-Gefängnis verurteilt.
Nach seiner Freilassung 1996 setzte Liu seine Menschenrechtsaktivitäten fort und organisierte eine Untergrund-Demokratiebewegung. Nachdem er in die USA umgezogen war, studierte Liu an der Columbia University in New York City fort. Von dort aus unterstützte er weiterhin die chinesische Demokratiebewegung und leitete 2011 weitere demokratische Proteste.

## Wissenschaftliche Forschung

### China
1982 erhielt Liu einen Bachelortitel in Moderner Mechanik auf der Universität für Wissenschaft und Technologie China. Er wurde bei AVIC International in Shenyang im Bereich Aerodynamik angestellt. Liu arbeitete in Partnerschaft mit Luo Yang und wurde zum Flugzeug-Designer befördert. Sein Forschungsbereich war die Theorie der Resistenz und er bearbeitete Probleme der doppelseitigen Eingänge und der Radar-Technologie.
1984 erhielt Liu einen Mastertitel in Optik an dem Institut für Physik an der Universität Peking, wo er als Assistent lehrte. Liu arbeitete am China Soft Science Forschungsinstitut weiter, fungierte aber auch als Assistenzdirektor an der Universität für Wissenschaft und Technologie in China.
1988 wurde Liu assoziierter Assistenzforscher bei der Wear-Resistant Materials Development Company des Nationalen Ministeriums für Höhere Bildung & des Instituts für Technologie in Dalian. Anschließend wurde er zum Fachbereich Physik bei der Chinesischen Akademie der Wissenschaften versetzt.

### USA
1996 erhielt Liu einen Mastertitel in Computerwissenschaften der Universität Kolumbien. Er wurde dazu eingeladen, vor der New York Academy of Sciences zu sprechen. Liu wurde als Techniker für Mathematik von der Netzwerk- und Systemforschungsabteilung bei Bell Laboratories in Murray Hill, New Jersey, angestellt. Dort arbeitete er an Netzwerkdesign und -planung von optischer Telekommunikation, Routing-Algorithmen, Optimierungsverfahren und Wirtschaftsmodelle und -strategienanalyse.
Lius Forschungsbereiche inkludierten SPIDER, ein Werkzeug zur schnellen Restauration auf allen optischen Netzwerken; VPNStar, ein System zur Bereitstellung von Multi-Service VPNs mit Servicequalitätsgarantien über Internet Protocol; Software-Design, ein Management System für Lambda Router auf allen optischen Netzwerken; Analyse von Internet-Preisverhalten.
Während seiner Zeit bei Bell Laboratories führte Liu das A*Prune mit K. G. Ramakrishnan ein, um eine neue Art von Algorithmen zu beschreiben. Dies gab  der Forschung in der theoretischen Wissenschaft eine neue Richtung. Er stellte fest, dass A*Prune mit den gegenwärtig best bekanntesten Annäherungs-Algorithmen für die meisten auf Zufallsbasis generierten Graphen vergleichbar ist. Der Algorithmus konstruiert Möglichkeiten, die von einem Ausgangspunkt in Richtung eines gewünschten Ziels verlaufen. Bei jeder Wiederholung des Algorithmus werden alle Möglichkeiten ausgeschlossen, die nicht zielführend sind. So bleiben nur jene Alternativen übrig, die das Potenzial beinhalten, zu durchführbaren Lösungswegen umgewandelt zu werden. Und aus diesen werden dann die brauchbarsten Wege herausgezogen.
Liu schlug ebenfalls eine spezielle Art von optischen Geräten vor, die sich SPIDER nennen; optische Router, dichte Multiplexverfahren und Querverbindungen von beispiellosen Kapazitäten. Liu und seine Kollegen entwickeln Techniken für effizientes und zuverlässiges optisches Netzwerk-Design.